# Arturo, "el fantasma justiciero"
Arturo, "el fantasma justiciero" (en el francés original, Arthur le fantôme justicier) es una serie de historietas realizada por Jean Cézard entre 1953 y 1977.

## Trayectoria editorial
El fantasma protagonista, todavía sin nombre, apareció en el número 449 de la revista "Vaillant", fechado el 20 de diciembre de 1953. Dos números más tarde, en el 451, su nombre aparecía ya en la primera viñeta como título de la serie. Fue esta la primera historieta cómica de su autor, quien a partir de entonces abandonaría el grafismo realista para crear unas cuantas series más: les Rigolus et les Tristus, Surplouf le petit corsaire, etc. A pesar de estos nuevos personajes, Jean Cézard continuó dibujando Arturo, "el fantasma justiciero" para la revista "Pif Gadget" hasta su fallecimiento en 1977. 
Pronto fue traducida a otros idiomas, como el español por la revista argentina "Billiken".
Diez años después de su creación, en septiembre de 1963, la editorial publicó la primera recopilación del personaje con el título Pistoles en stock dentro de su colección Images et Aventures. La editorial española Ferma al editarlo al siguiente año lo tradujo como Doblones en reserva.
Entre 1982 y 1988, se publicaron nuevas aventuras, obra de Mircea Arapu.

## Estilo
El grafismo caricaturesco contrastaba grandemente con un argumento y fondos muy trabajados.